# مهرجان الجزائر الدولي للسينما 2018
مهرجان الجزائر الدولي للسينما 2018 حيث عرض فيه 17 فيلما داخل المنافسة الرسمية 9 أفلام روائية طويلة و8 وثائقية، إضافة إلى عرض 3 أفلام روائية طويلة و5 أفلام قصيرة خارج المسابقة الرسمية حيث شاركت 14 دولة في المهرجان 

## الأفلام المشاركة

### المشاركة الجزائرية

#### الفيلم الروائي
1. «لا فوا دي زونج» للمخرج كمال العيش،
2. «لو دروا شومان» للمخرج عكاشة طويطة،

#### القيلم الوثائقي
1. «انريكو ماتاي و الثورة الجزائرية» للمخرج علي فاتح عيادي[2]
2. «الاختيار عند سن العشرين» للمخرج فيلي هيرمان.إنتاج مشترك جزائري سويسري

### المشاركة الدولية

#### الفيلم الوثائقي
1. «لي زونفون دو ازار» للمخرجين «تيري ميشال» و«باسكال كولسون»،
2. «سونترال ايربورت» للمخرج الألماني «كريم عينوز»،
3. «لي سيلونس دو ليدي» للمخرجة «عيساتا وامارا»، و
4. «ليبر» للمخرج «ميشال توسكا».

#### الفيلم الروائي
1. «كآبة الكادحين» لجيرارد مورديليت فرنسا،
2. معركة العقول" لأنور حاج اسماعين إنتاج أمريكي،
3. «آرابيا» لخواى دومانس وألفونسو أوشوا من البرازيل.
4. «محاربون حقيقيون» لرونجا فون من ألمانيا،
5. «شبان شاحبون» لأوندري بوتش من لوكسمبرغ،
6. «واجب» للمخرجة آن ماري جاسر
7. «لوتر كوتي دو ليسبوار» للمخرج «أكي كوريسمكي».

## أفلام خارج المنافسة
1. «لو فليك دو بالفيل» [3]للمخرج رشيد بوشارب،
2. «جوزي مارتي، لوي دو كاناري» للمخرج «فيرناندو بيريز»،
3. «بيي نو دون لوب» للمخرج «فرانسيس لوكلار»،
4. الفيلم الوثائقي الفرنسي «لونفون دو ديابل» للمخرجة «اورسولا ويرنلي فيرغي».

## جوائز المهرجان
ويمنح المهرجان:
1. جائزة كبرى في فئتي الأفلام الروائية الطويلة والوثائقية،
2. جائزة لجنة التحكيم الخاصة
3. جائزة الجمهور.

## المنظمون
- رئيسة المهرجان :زهيرة ياحي [4]

- المدير الفني للمهرجان :أحمد بجاوي.